# Калвенцано (Бергамо)
Калвенцано (итал. Calvenzano) је насеље у Италији у округу Бергамо, региону Ломбардија.
Према процени из 2011. у насељу је живело 3911 становника. Насеље се налази на надморској висини од 116 м.

## Становништво
| 1936. | 1951. | 1961. | 1971. | 1981. | 1991. | 2001. | 2011. |
| ----- | ----- | ----- | ----- | ----- | ----- | ----- | ----- |
| 2.187 | 2.341 | 2.288 | 2.320 | 2.686 | 3.030 | 3.447 | 4.061 |